# Peter Johannes Liisberg
Peter Johannes Liisberg (født 5. juli 1855 i Aarhus, død 17. februar 1893 i København) var en dansk læge.
Liisberg var søn af dyrlæge Peter Liisberg og Birgitte f. Aaris. Han blev student med udmærkelse fra Aarhus Latinskole i 1872, hvorpå han indtrådte i medicinstudiet på Københavns Universitet. I 1878 tog han embedseksamen med første karakter og var dernæst i nogle år amanuensis med tjeneste i Rønde, rejste udenlands og blev dernæst kandidat ved Frederiks Hospital, Almindeligt Hospital og Kommunehospitalet i København.
I 1883 opnåede Liisberg en doktorgrad med en disputats omhandlende fysiske kavernesystemer. Han blev reservelæge og under finansiel støtte som modtager af Smiths Stipendium, rejste han i 1887 atter udenlands og dygtiggjorde sig yderligere. Samme år begyndte han at praktisere i København og blev siden tilknyttet Fødselsstiftelsen som læge fra 1887-90, derpå som overlæge ved Sankt Josephs Hospital fra 1890 til sin død. Liisberg fungerede desuden som privatdocent og skrev i denne sammenhæng en række lærebøger.
Både i sin egenskab af privatlæge og ved sin litterære virksomhed erhvervede Liisberg sig hurtig et solidt videnskabeligt navn og viste meget betydelige evner, særlig i medicinsk-klinisk retning. Hans lærebog Vejledning i Undersøgelse af Brystorganerne fra 1886 blev et hovedværk for de studerende på universitetet i slutningen af 1800-tallet.
Liisberg giftede sig i 1884 med Wilhelmine Cecilie Meyer, datter vejinspektør i Randers Amt, August Adolph Meyer.